# Engelepogon collarti
Engelepogon collarti là một loài ruồi trong họ Asilidae. Engelepogon collarti được Bequaert miêu tả năm 1964. Loài này phân bố ở vùng Cổ Bắc giới.